# オリオン座25番星
オリオン座25番星（オリオンざ25ばんせい、25 Orionis、25 Ori）は、オリオン座の5等星である。早期型のBe型星で、カシオペヤ座γ型に分類される変光星でもある。オリオン座25番星の周囲には、オリオン座OB1アソシエーションに属する小質量の前主系列星を多数含む星団であるオリオン座25番星グループが広がっている。

## 名称
オリオン座25番星という名称は、フラムスティード名であるが、オリオン座ψ1星というバイエル名も持っている。元々、ヨハン・バイエルのウラノメトリアでは、オリオン座の符号ψは現在のオリオン座ψ2星1つに付与されていたものだが、ジョン・フラムスティードがψを2つの恒星に当てはめ、オリオン座25番星がψ1星、元のψ星でフラムスティードの30番星がψ2星となった。

## 特徴
オリオン座25番星は、星の周りにガス円盤を伴うBe型星と考えられ、スペクトル型はB1 Veに分類される。ただし、オリオン座25番星のBe型の活動は断続的で、Be型からB型、またB型からBe型と状態が変化している。Be型の活動中のガス円盤は安定しているとみられ、その形状は、傾斜角がおよそ55°、長径は連続光でみた場合恒星本体の約1.75倍、水素原子の輝線でみた場合恒星本体の4.5倍くらいに広がっていると見積もられる。
オリオン座25番星は、Be型星らしく高速で自転しており、赤道における自転速度は260 km/s以上と推定される。半径は太陽の5倍程度、質量は太陽の11倍程度と推定され、有効温度およそ25,000 Kの光球面から、太陽の8000倍程度の光度で放射をしている。質量の大きさからして、進化が進んで超巨星となった際に質量放出で外層の物質を大量に失わなければ、最後は超新星になると考えられる。

### 変光
オリオン座25番星は、視線速度が時間によって変化することが知られていた。その後、1979年に光度変化も確認され、1986年の第67次変光星名一覧において、カシオペヤ座γ型として変光星であることが確定し、変光星名オリオン座V1086星が与えられた。
オリオン座25番星はカシオペヤ座γ型とされているように、星周円盤の形成に関係するとみられる、静穏期と増光期との間を不規則に遷移する変光が観測されるが、光度曲線にはもっと微かで規則的な変光傾向が表れており、おそらく2通りの異なる周期の、重力波モードで説明できる振動が寄与しているものと予測される。

## 星団

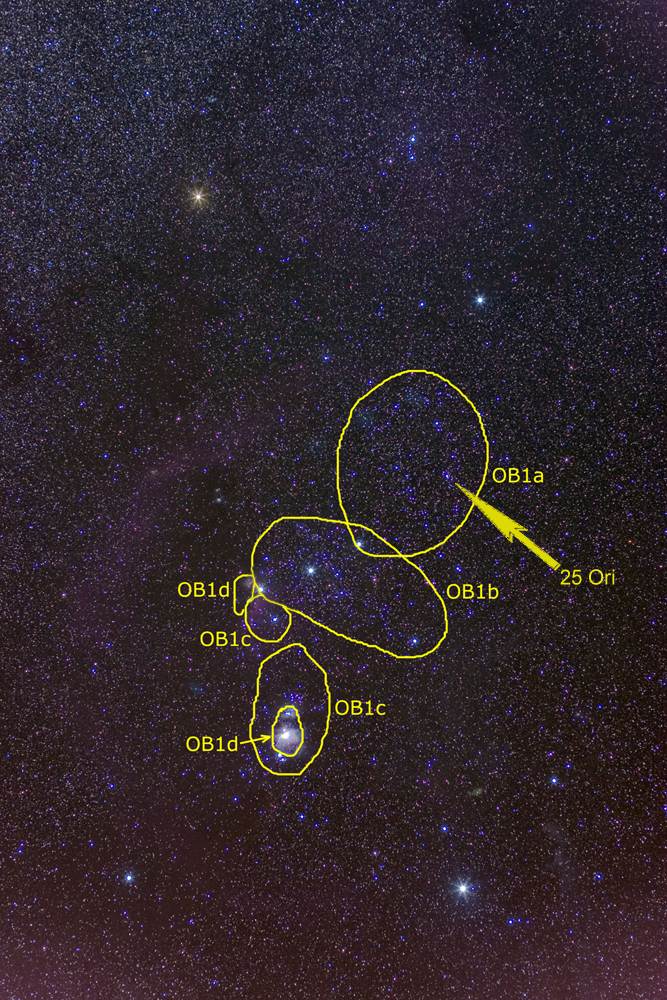
オリオン座OB1アソシエーション内のオリオン座25番星の位置。

オリオン座25番星の周囲には、多数の小質量星を含む若い星の密集領域が広がっている。この領域は、オリオン座OB1アソシエーション内の部分集団、オリオン座OB1aに属し、太陽から500パーセク（約1,600光年）以内では、際立って前主系列星の数及び密度が大きい過密領域である。この若い小質量星の集団は、中心で一際明るく輝くオリオン座25番星にちなんで、オリオン座25番星グループ（25 Ori group）と呼ばれる。この星団は、太陽からの距離が約1,200光年、半径はおよそ20光年、年齢は610万年程度と推定され、含まれる星の大部分はK型以降の小質量・低温度の星である。オリオン座25番星自身も、視線速度などの空間運動の分析から、このグループの一員であろうと考えられる。